# کلارنس پی. کازالوت
کلارنس پی. کازالوت، (به انگلیسی: Clarence P. Cazalot) (زاده ۱۹۵۰) کارآفرین، بازرگان و مدیر ارشد اجرایی آمریکایی است، که در حال حاضر به‌عنوان مدیر عامل اجرایی و رییس هیئت مدیره شرکت ماراتن اویل فعالیت می‌کند.